# Verda Majo
 (janvier 2021).
Teru Hasegawa (長谷川テル, Hasegawa Teru) (7 mars 1912 - 10 janvier 1947), connue par les espérantophones sous le nom de plume Verda Majo que l'on pourrait traduire par Mai Vert. Espérantiste et pacifiste, elle partit combattre l'impérialisme de son propre pays en Chine lors de la guerre sino-japonaise en écrivant en Japonais et en Espéranto puis en exhortant à la radio les soldats Japonais à cesser ce qu'elle voyait comme une politique autodestructrice pour son pays et son gouvernement militariste.

## Biographie

### Jeunesse
Verda Majo nait le 7 mars 1912 ; son père était un ingénieur civil de la région de Tokyo. À 17 ans, malgré la possibilité d'entrer à l'Université des femmes à Tokyo, elle choisit de commencer ses études à Nara. La raison était sans doute que Nara était suffisamment éloigné de Tokyo pour qu'elle puisse échapper au contrôle parental.
Elle devint une étudiante modèle, rarement vue sans un livre à la main et participait par de courts essais au magazine de son université. Puis en 1932, elle décida d'apprendre l'espéranto. Cette décision, qui allait avoir de grandes conséquences sur sa vie, n'allait pas de soi à l'époque. En effet, la dépression à l'échelle mondiale des années 1920, aggravée par le tremblement de terre de 1923, fit monter progressivement le fascisme, notamment au sein de l'armée. La situation était déjà hors de contrôle en 1931 lorsque l'armée déclencha l'occupation de la Mandchourie. Pendant cette période, les principaux opposants furent assassinés, le gouvernement était trop faible et l'aile gauche de la population forma ses propres organisations socialistes, qui subissaient les répressions violentes de la police.
À l'époque, l'espéranto, qui fut introduit au Japon en 1906, connut un développement important de sa branche engagée politiquement. Parmi eux, Verda Majo adhéra à l'Union Espérantiste Prolétaire Japonaise, la Japana Prolet-Esperantista Unio (JPEU). À son retour des vacances universitaires, de nombreux membres de JPEU avaient été arrêtés. Elle fut également arrêtée et emprisonnée, puis expulsée de son université et renvoyée à Tokyo. Cette expérience, au contraire de l'intimider, fortifia sa conviction de devoir résister contre les forces réactionnaires qui s'emparaient de son pays.
Ainsi à Tokyo, elle rejoignit JPEU, ainsi que la Japana Esperanto-Literatura Societo et le Klara Rondo. Débutante en 1932, elle était déjà capable de contribuer à des articles littéraires en 1935.

### Résistance

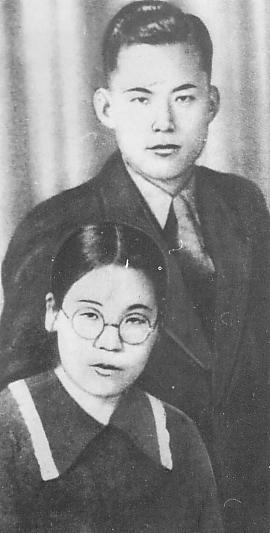
Hasegawa Teru et Liu Ren

C'est ainsi qu'au printemps 1936, elle rencontra Liu Ren, un étudiant chinois de Tokyo, et à l'automne de la même année, elle annonça l'avoir épousé sans en demander le consentement à sa famille. Elle pouvait ainsi quitter le Japon et embarquer secrètement pour la Chine. Avant son départ, elle brûla toutes ses lettres, articles et photographies, signifiant ainsi l'irréversibilité de son geste et la force de sa détermination.
Arrivés à Shanghai le 19 avril 1937, ils prirent contact avec l'Union Espérantiste Prolétaire Chinoise, la Ligue Espérantiste de Shanghai et contribuèrent à des articles de Ĉinio Hurlas (La Chine hurle). Liu Ren et Verda Majo atteignirent Hong Kong en février 1938, et y restèrent pour quatre mois. Si peu d'informations sont disponibles sur cette période, il est certain qu'elle fut d'une difficulté extrême. Luttant d'une part pour faire face aux besoins de base, ils se voyaient d'autre part refuser la possibilité de ce pour quoi ils avaient quitté le Japon : aider la résistance chinoise.
Mais finalement, Verda Majo put approcher l'écrivain Guo Moruo, qui l'aida à trouver un poste à la station de radio du Kuomintang. Celle-ci ayant besoin d'une japanophone, le couple partit pour Wuhan où Verda Majo commença son travail pour la section de propagande internationale du Kuomintang, avant d'être évacuée pour Chongqing fin 1938. Elle y continua son travail dans des conditions de plus en plus difficiles ; en effet, les chefs du Kuomintang se montrèrent de plus en plus hostiles aux communistes. Guo Moruo fut démis de ses fonctions au sein de la section de propagande, et Verda Majo fut de ceux qui le suivirent dans son nouveau poste au sein des affaires culturelles. Elle y resta jusqu'à ce que le Japon fût vaincu et que la lutte pour le pouvoir entre le Kuomintang et les communistes chinois commençât.
En 1946, Tchang Kaï-chek et les armées du Kuomintang semblant prendre du terrain, Zhou Enlai, l'un des fondateurs du Parti communiste chinois, donna pour instruction au couple de partir pour Harbin où ils devaient occuper des postes à responsabilité.
Elle ne travailla pas en vain pour la résistance, ses émissions en japonais avaient une certaine influence sur les troupes d'invasion. Certains soldats écrivirent des poèmes exprimant leur émotion à l'écoute de ses émissions, qui avaient le don de faire sortir de leurs gonds les militaristes japonais. Les journaux de son pays natal la qualifiaient de « traîtresse à la voix suave », et des lettres anonymes suggéraient à son père de se suicider. Mais du côté chinois, Zhou Enlai répondait que, par son action, elle était une enfant fidèle du peuple japonais, une vraie patriote.
Verda Majo, déjà deux fois mère, décida d'avorter et contracta une infection dont elle mourut à l'âge de 34 ans. Liu Ren devint également malade et mourut quatre mois après. Deux ans après, la Chine était proclamée « république populaire ».
Les deux époux furent enterrés au cimetière des martyrs de Jiamusi.
Plus tard, les espérantistes chinois rendirent possibles les retrouvailles de sa sœur et ses enfants.

### Femme de lettres
Par ses écrits, Verda Majo devint l'une des espérantistes les plus célèbres d'Asie. Son œuvre en espéranto En Ĉinio batalanta (Dans la Chine en guerre) est caractérisée par une description délicate et abondante et un style linguistique de haute qualité. Il est souvent dit que ce texte n'a pas été égalé, au Japon ou en Chine du moins, depuis sa parution en 1945. Le vétéran espérantiste Kurisu Kei dit ainsi : « En Ĉinio batalanta aurait pu être une œuvre maîtresse non seulement de la littérature en espéranto, mais aussi de la littérature mondiale, s'il avait pu être terminé. »